# 上益城消防組合
上益城消防組合（かみましきしょうぼうくみあい）は、熊本県上益城郡御船町、嘉島町、甲佐町、山都町によって組織された一部事務組合（消防組合）である。

## 沿革
平成28年度消防年報(H29年刊行)の「1 管内概況」の「（2）組合の主な経過」参照。

## 組織

### 総務課
- 総務係
- 庶務係
- 経理係

### 予防指導課
- 予防指導係
- 危険物係

### 警防通信指令課
- 警防係
- 救急救助係
- 通信情報係
- 通信指令1係
- 通信指令2係
- 通信指令3係

### 消防署
- 消防1課
- 消防2課
- 消防3課
- 庶務・予防課（山都署のみ）
- 出張所（山都署のみ）

※平成29年4月1日現在

## 消防署
| 消防署                          | 住所                    | 出張所                       |
| ------------------------------- | ----------------------- | ---------------------------- |
| 上益城消防署 （消防本部と兼用） | 上益城郡御船町辺田見169 | なし                         |
| 山都消防署                      | 上益城郡山都町畑1026-1  | 蘇陽：上益城郡山都町今498-15 |

## 保有消防自動車等
- 消防指令車：3台
- 指揮車：1台
- 広報車：3台
- 救助工作車：1台
- 普通ポンプ車：13台
- 水槽付ポンプ車：3台
- 高規格救急自動車：4台
- 積載車：118台
- 資器材搬送車：2台
- 人員搬送車：1台
- 予備車（救急車）：1台

※平成29年4月1日現在